# 伊迪冰山麓
78°31′S 165°20′E / 78.517°S 165.333°E
伊迪冰山麓（英語：Eady Ice Piedmont）是南極洲的冰山麓，位於希拉里海岸，處於迪斯卡弗里火山和明納海崖以南，美國地質調查局根據測量和美國海軍拍攝的空中照片繪入地圖，現時由南極條約體系管理。